# Octantul (constelație)
Octantul (pe latinește, Octans) este o mică și palidă constelație din emisfera cerească sudică. De fapt, este cea mai sudică constelație de pe cer. Numele ei în latină înseamnă „a opta parte dintr-un cerc” însă îi provine de la instrumentul de navigație cu același nume: Octantul.

## Descriere și localizare
Octantul este o constelație greu vizibilă în care cade polul sud ceresc. Este așadar o constelație circumpolară și astfel poate fi văzută din emisfera sudică în fiecare noapte (senină) a anului. 
Spre deosebire de Polul Nord, care are o stea polară ce-i marchează poziția pe cer, Polul Sud nu are: Sigma Octantis (σ Oct), care este cea mai apropiată stea de polul sudic al sferei cerești, are o magnitudine aparentă de 5,6 fiind astfel foarte greu de observat și de folosit în navigație ca punct de reper. Din fericire pentru navigatori Polul Sud este indicat de Crucea Sudului.